# Cuha úti Kollégium
A Cuha úti Kollégium a Széchenyi István Egyetem győri, Apáczai Csere János karán működő két kollégium egyike. Az épület az egyetem épületeitől távolabb, Győr-Marcalvárosban helyezkedik el a Cuha út 18-20 szám alatt. A kollégium 335 férőhelyes. 

## A kollégiumi lakóegységek
Az intézmény két lépcsőházat foglal magában, ezeket "A" és "B" jelzéssel jelölik. Mindkét lépcsőházban hagyományos panel lakásokban történik a kollégisták elhelyezése. Ennél fogva minden lakáshoz tartozik saját konyha, fürdőszoba, wc, illetve kettő vagy három szoba. Egy-egy lakásban 5-7 egyetemista van elszállásolva adott lakóegység típusától függően. A szobák kettő, három, illetve négy ágyasak.

### Az "A" lépcsőház
Az "A" lépcsőházban emeletenként két lakás található, ezek a szobák elrendezésében, illetve nagyságukban különböznek egymástól. Összesen huszonkét lakóegység van kialakítva itt és 132 kollégistának biztosít férőhelyet. A lakásokban 2012-ben indultak meg a felújítási munkálatok, ennek keretében új bútorok kerültek beszerzésre, illetve mind burkolatukban, mind bútorzatukat tekintve fel lettek újítva a konyhák.

### A "B" lépcsőház
A "B" lépcsőházban harminckét lakóegység található, illetve itt került kialakításra a kollégiumvezető irodája és a gyengélkedő is. Ebben az épületrészben összesen kettőszáz-három kollégista lakik. A 2010-2012-t felölelő időszakban korszerű konyhák, fürdőszobák és wc-k, illetve új bútorral és laminált padlóval felszerelt szobák kerültek kialakításra ezekben a lakásokban.

## A kollégium közösségi terei
- DC (Diákcentrum)
- Könyvtárszoba
- Zongoraterem (Kis-klub)
- Klub helység (Nagy-klub)

## A kollégium által biztosított szolgáltatások
- Internet
- Mosókonyha
- Külső és belső hívásra alkalmas telefon
- Konditerem
- 24 órás portaszolgálat

## Hallgatói Érdekvédelem
A Hallgatók érdekvédelmét az öt tagú Kollégiumi Bizottság látja el, amely a Hallgatói Önkormányzat albizottságaként tevékenykedik. A hallgatói jogok felügyelete mellett dolguk továbbá a nyugodt légkör biztosítása, a kollégiumi programok szervezése, illetve a kapcsolattartás az egyetemi vezetéssel és az országos szervezetekkel. 